# ポトンギギ

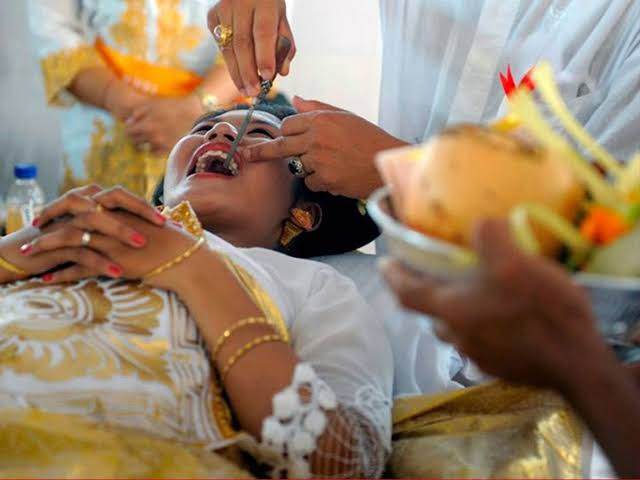
Indonesian traditional ritual in Bali

ポトンギギ（potong gigi, バリ語 mepandes, mesangih, metatah）はバリ島で行われる通過儀礼の一つ。バリ・ヒンドゥーに属するティーンエイジャーが成人になるための儀式とされている。インドネシア語で「ポトン」は「切る」、「ギギ」は「歯」であるが、犬歯にやすりを掛けて生まれつき身に着けている穢れを落とす。ポトンギギは通常、女の子の場合は最初の月経を迎えた後、男の子の場合は声が変わり始めたときに行う。バリ・ヒンドゥーの教徒は皆、結婚前にこの削歯儀礼を済ませておく必要がある。いくつかの村では、費用を節約するために結婚式中にこの儀式を行う。ポトンギギを受けずに亡くなった場合でも、火葬する前にそれを行うほどに重要な儀式である。
この儀式は霊力を持つという聖職者によって行われる。儀式を受けるものは男女とも各自の所属する階級にふさわしい婚礼衣装を身に着ける。多額の費用が必要になるため、親族が合同で受けることも多い。
バリ島の伝統的な信仰では「とがった犬歯は人間のもつ動物的な本性を表す」とされており、この儀式の目的はこうした動物的な本性と縁が切れ、結婚できる年齢になったことを周囲に示すことにある。この儀式を受ける若者の親は、子供が大人になる前に親としての最後の義務を果たすのだと考えている。なお、バリの伝統的な儀式にグローバリゼイションが与えた影響を考慮する必要があるため、今日では若者がこの儀式を受ける理由は一つではない。